# Kleine-Welt-Phänomen
Das Kleine-Welt-Phänomen (englisch small-world experiment) ist ein von Stanley Milgram 1967 geprägter sozialpsychologischer Begriff, der innerhalb der sozialen Vernetzung in der modernen Gesellschaft den hohen Grad abkürzender Wege durch persönliche Beziehungen bezeichnet. Der Hypothese nach ist jeder Mensch (sozialer Akteur) auf der Welt mit jedem anderen über eine überraschend kurze Kette von Bekanntschaftsbeziehungen verbunden. Das ist möglich, obwohl die „Dichte“ des sozialen Netzwerks „aller“ Akteure – gemessen als das Verhältnis der realen zu den rechnerisch möglichen Kontakten „der Kontaktpersonen“ eines jedweden Akteurs – nahe null ist.
Das Phänomen wird oft auch als Six Degrees of Separation bezeichnet. Die zugrundeliegende Idee wurde in einer bereits 1929 veröffentlichten Kurzgeschichte des Ungarn Frigyes Karinthy vorgestellt – dort allerdings über fünf Stufen.

## Milgrams Kleine-Welt-Experiment

### Experiment
Das erste Kleine-Welt-Experiment wurde im Jahre 1967 von dem US-amerikanischen Psychologen Stanley Milgram, damals an der Harvard University, durchgeführt. Milgram erstellte eine Art Informationspaket, das 60 zufällig ausgewählte Teilnehmer an jeweils eine vorher festgelegte Person in Boston zu senden hatten. Als Startpunkte wählte er Personen aus den sozial und geografisch weit von der Zielstadt entfernten Städten Omaha und Wichita. Die Aufgabe der Teilnehmer bestand darin, das Paket nicht direkt an die Zielperson zu senden, sofern sie diese nicht persönlich kannten (bei ihrem Vornamen ansprachen), sondern an eine Person, die sie persönlich kannten und bei der die Wahrscheinlichkeit höher war, dass sie die Zielperson kannte. Gleichzeitig waren die Teilnehmer angehalten, grundlegende Daten über sich selbst in einer Tabelle zu vermerken und eine Postkarte an die Wissenschaftler zu senden, um die Kette nachvollziehbar zu machen.

### Resultate
Insgesamt erreichten drei Pakete die Zielpersonen mit einer durchschnittlichen Pfadlänge von 5,5 oder aufgerundet sechs. Die Wissenschaftler schlossen daraus, dass jede Person der US-amerikanischen Bevölkerung von jeder anderen Person der USA durchschnittlich durch sechs Personen getrennt ist oder, andersherum formuliert, über durchschnittlich sechs Personen erreicht werden kann.
In einem zwei Jahre später durchgeführten Experiment mit 296 möglichen Ketten wurden 217 Pakete auf den Weg gebracht, von denen 64 ihr Ziel erreichten. Im Jahr 1970 folgte ein weiterer Versuch, der, neben der Entfernung der Menschen untereinander, auch mögliche Grenzen zwischen ethnisch unterschiedlichen Gruppen untersuchen sollte. Von 270 mit afroamerikanischen Personen als Ziel gestarteten Paketen erreichten 13 % diese Person, während 33 % von wiederum 270 an „weiße“ Personen adressierte Pakete ihr Ziel erreichten.

### Kritik
Sowohl das Experiment als auch die aus den Ergebnissen abgeleiteten Schlussfolgerungen sind umstritten und werden als nicht beweiskräftig angesehen. In einer im Jahr 2002 veröffentlichten Studie kritisiert die US-amerikanische Psychologin Judith Kleinfeld insbesondere die nicht ausreichende Datenlage (Kleinfeld spricht von einer „5 % chain completion rate“), die den Schluss, dass es sich per se um eine „Kleine Welt“ handle, nicht zulasse. Auch die auf das erste Experiment folgenden Untersuchungen basieren ihrer Meinung nach auf zu wenigen erfolgreichen Abschlüssen der Kette. Insbesondere das Experiment von 1970 zeige, dass „wir nicht in einer kleinen, verwobenen Welt, sondern in einer durch Rassenbarrieren getrennten Welt leben“ („The results suggest again that, far from living in a small, inter-connected world, we live in a world with racial barriers.“).
Kleinfeld erkennt jedoch die Faszination der von Milgram angestoßenen Begeisterung für das Kleine-Welt-Phänomen an und zitiert eine kanadische Studie aus dem Jahre 1976, die im Gegensatz zu Milgrams Untersuchungen eine hohe Erfolgsquote von 85 % aufweist und telefonisch durchgeführt wurde. Sie plädiert daher für die Fortsetzung der Untersuchungen und rät zu nachvollziehbareren Methoden wie der Kontaktaufnahme per Telefon oder E-Mail. Kleinfeld argumentiert, dass die empirische Beweislage auf einige sehr gut vernetzte Menschen, aber auch auf weniger gut vernetzte hinweise, also insgesamt die Realität sozialer Beziehungssysteme nicht der Eleganz mathematischer Modelle folge.

## Kleine-Welt-Netzwerke
Das Kleine-Welt-Phänomen lässt sich auch auf andere Netzwerke und Graphen übertragen, wie insbesondere seit Ende der 1990er Jahre die mathematisierte Netzwerkforschung zu zeigen versucht. Das Grundprinzip ist, dass einzelne Objekte, z. B. Personen, als Knoten repräsentiert sind, zwischen denen eine Kante besteht, wenn zwischen ihnen eine bestimmte Beziehung (beispielsweise Bekanntschaft) besteht. Nach diesem Muster sind unter anderem die Erdős-Zahl und die Bacon-Zahl definiert. Auch Koautorschaftsketten beispielsweise in der Psychologie können auf diese Weise dargestellt und nachrecherchiert werden.
2003 wurde das Phänomen in einem Experiment, in dem der E-Mail-Verkehr von 60.000 Testpersonen aus 166 Ländern ausgewertet wurde, für das Internet bestätigt. Kritiker bezweifeln jedoch, dass die Ergebnisse auf die Weltbevölkerung übertragbar sind.
Im Jahr 2008 haben die Microsoft-Wissenschaftler Jure Leskovec und Eric Horvitz die These von der Kleinen Welt auf Basis eines Netzwerkes unter Instant-Messenger-Nutzern (180 Millionen Knoten mit 9,1 Milliarden Kanten) empirisch bestätigen können.
In Kleine-Welt-Netzwerken sind zwei Phänomene zu beobachten:

### Transitivität
Erstens ist die Wahrscheinlichkeit sehr hoch, dass zwei Knoten, die jeweils eine Kante zu einem dritten Knoten haben, auch untereinander verbunden sind (Transitivität). Auf soziale Netzwerke übertragen bedeutet das, dass die Freunde einer Person meistens auch untereinander bekannt sind, weil sie sich über den gemeinsamen Freund kennengelernt haben (Transitivitätsprinzip). Mathematisch wird diese Tatsache über den Clustering-Koeffizienten beschrieben, der für Kleine-Welt-Netzwerke durchschnittlich sehr hoch ist. Diese Behauptung ist freilich umstritten, denn sie setzt voraus, dass die Akteure (Knoten) keine kopfreichen (z. B. urbanen) Netzwerke und selber wenige soziale Rollen haben.

### Geringer Durchmesser
Zweitens ist der Durchmesser dieser Netzwerke relativ klein. Das bedeutet, dass eine Nachricht, die jeweils von einem Knoten über eine Kante zu allen seinen Nachbarknoten weitergereicht wird, in kürzester Zeit alle Knoten in dem Netzwerk erreicht hat. Von besonderer Bedeutung sind dabei sogenannte short chains als Verbindungen zu einzelnen, weit entfernten Knoten. Auch dies ist umstritten, weil eine „Nähe“ kraft aktivierbarer Bekanntschaften noch nicht bedeuten muss, dass bestimmte Nachrichten sich so schnell verbreiten wie der geschilderte Experimental-Brief.

### Beispiele für skalenfreie Netzwerke
Die mathematisierte Netzwerkforschung hat im Zuge der Beschäftigung mit Kleine-Welt-Netzwerken eine Pluralität von Strukturmustern festgestellt und dabei ihr besonderes Augenmerk auf sogenannte skalenfreie Netze gelegt. Dabei handelt es sich um Netzwerke, bei denen einige wenige Knoten (englisch hubs) potenziell unendlich viele Verbindungen aufweisen, während ein Großteil der übrigen Knoten relativ wenige Beziehungen zu anderen Knoten hat (Potenzgesetz).
Bekannte „Kleine Welten“ sind beispielsweise das amerikanische Stromnetz, nahezu alle Teilmengen von sozialen Netzwerken, eine Submenge der Seiten des WWW, sonstige Artikel, bspw. in einer Enzyklopädie, die miteinander durch Verweise verlinkt sind, und auch die Router des Internets. Um die Störungsanfälligkeit dieser Netze zu beurteilen, ist dies ein bedeutsamer Ansatz, denn man kann eine Störung auch als eine Nachricht auffassen. Allerdings ist zurzeit noch strittig, inwieweit die genannten Netzwerke wirklich alle eine skalenfreie Struktur aufweisen. Die Systemtheorie behandelt derartige Stromnetze nicht als „Kleine Welt“, sondern als – enge oder lose – gekoppelte Systeme.
Die spezielle Vernetzung eines skalenfreien Netzes macht ein solches robust gegen den zufälligen Ausfall einiger Knoten oder Kanten. Wenn jedoch „wichtige“ Knoten (englisch hubs) gezielt entfernt werden, zerfällt das Netzwerk schnell in Teilnetze. Dies ist der Grund, warum der Ausfall nur weniger Router im Internet weitreichende Auswirkungen haben kann. Umgekehrt hat die skalenfreie Struktur des Internets auch die rasche Verbreitung von Computerviren zur Folge, falls diese einmal die Knoten erreicht haben. Ähnliches gilt, so die Vermutung der Forschung, für die Ausbreitung von HIV in Sexualnetzwerken.

## Modellierung

### Erste Ansätze
Erste Modellierungsansätze zur Beschreibung des Kleine-Welt-Phänomens waren einerseits ein stark verbundenes Gittermodell und andererseits die Erdős-Rényi-Zufallsgraphen. Sie entstanden bereits kurz nach Veröffentlichung des Milgramschen Briefketten-Versuchs, konnten aber das soziale Netzwerk noch nicht zufriedenstellend modellieren.
- Beim stark verbundenen Gittermodell nimmt man alle ganzzahligen Punkte {\displaystyle (i,j)} der Ebene und verbindet nicht nur direkte Nachbarn durch Kanten, sondern alle Punkte, bei denen sich die Koordinaten jeweils um höchstens einen festen Betrag {\displaystyle d} unterscheiden. Für {\displaystyle d=15} ist ein Punkt also mit allen Punkten innerhalb eines {\displaystyle 31\times 31}-Karos, insgesamt 960 Punkten, verbunden.
- Erdős-Rényi-Zufallsgraphen gehen auch von Gitterpunkten einer Ebene aus; hier werden jedoch die Kanten zwischen „allen“ Punkten der (endlichen) Ebene entsprechend einer vorgegebenen Wahrscheinlichkeit {\displaystyle p} gesetzt.

Beide Modelle können jedoch jeweils nur „einen“ Aspekt von Kleine-Welt-Netzwerken darstellen: Das Gittermodell stellt die lokalen Verbindungen eines Individuums dar, während der Zufallsgraph die globalen Verbindungen modelliert.

### Weiterentwicklung des Modells
Die entscheidende Weiterentwicklung wurde 1998 von Duncan Watts und Steven Strogatz vorgestellt. Der wesentliche Ansatz ist dabei, beide vorgestellten Modelle miteinander zu verknüpfen, um die verschiedenen Beziehungen in der „realen Welt“ abzubilden.
Das Modell startet mit einem bestehenden, regelmäßig verbundenen Netzwerk. Ein kleiner Anteil der Verbindungen wird anschließend gelöst und zu zufälligen neuen Nachbarn gelegt. Das Ergebnis ist ein sogenanntes „egalitäres“ Netzwerk, das so heißt, weil jeder Knoten etwa die gleiche Anzahl an Kanten zu anderen Knoten hat. Diese Idee wurde später von Jon Kleinberg weiterentwickelt. Zwar vermag das Modell von Watts und Strogatz die kurzen beobachteten Pfade zu beschreiben, aber es scheitert darin, zu erklären, wie die Personen in Milgrams Experiment diese Pfade auch tatsächlich finden konnten. Kleinberg konnte zeigen, dass solche Pfade effizient gefunden werden können, wenn Verbindungen nicht rein zufällig, sondern zufällig, aber unter Beachtung einer bestimmten Längenverteilung eingesetzt werden.
Ein weiterführendes Modell ist das von Albert-László Barabási und Réka Albert 1999 veröffentlichte Barabási-Albert-Modell. Hier beginnt man mit einem voll verbundenen Netz von drei Knoten und fügt dem Netzwerk nacheinander neue Knoten hinzu. Diese bilden jeweils eine bestimmte Anzahl neuer Verbindungen zum bestehenden Netzwerk aus. Hierbei ist die Wahrscheinlichkeit für einen bestehenden Knoten, als Partner gewählt zu werden, proportional zu der Anzahl der Verbindungen, die dieser bereits besitzt: Die Reichen werden immer reicher. Netzwerke dieser Struktur werden auch als „aristokratisch“ oder „hierarchisch“ bezeichnet.
Beide Simulationen erzeugen Netzwerke mit Kleine-Welt-Effekt. Barabási-Albert-Netzwerke sind zudem skalenfrei.

### Computersimulation
Die Möglichkeiten der Computerphysik erlauben es, Modelle empirisch zu überprüfen, die das Entstehen von Netzwerken mit Eigenschaften wie dem Kleine-Welt-Phänomen erklären sollen.

## Anwendung des Modells
Spanische Forscher der Universität Barcelona wollen mit Hilfe des Kleine-Welt-Phänomens die Routing-Tabellen von Internet-Routern optimieren, deren Komplexität reduzieren und damit signifikant verkleinern.

## Online-Netzwerke
In Online-Netzwerken wie Xing, StudiVZ oder Lokalisten lässt sich dieses Phänomen in der Realität beobachten. In dieses Netzwerk gelangt man nach eigener Anmeldung oder auf Einladung eines bestehenden Mitgliedes, d. h., häufig ist hier jeder mit mindestens einer weiteren Person verbunden. Nimmt man sich jedoch wahllos eine Person aus diesem Netzwerk heraus, wird immer der direkte Weg von einem selbst zu ebendieser Person angezeigt, der selten mehr als fünf Glieder umfasst. Wer ohne Verbindung angemeldet ist, taucht in Verbindungspfaden nicht auf.
Das Kleine-Welt-Phänomen lässt sich nur bedingt auf Social Network Sites übertragen, da in keinem Onlinedienst alle möglichen Verbindungen zwischen allen Menschen gespeichert sind und andererseits auch Verbindungen gespeichert sein können, die in der Realität nicht existieren.